# Juan Pérez (fraile)
Fray Juan Pérez fue un franciscano español y fraile del convento de La Rábida que vivió en el tránsito de los siglos XV a XVI y ayudó a Cristóbal Colón a convencer a los Reyes Católicos de apoyar su proyecto de navegación a occidente, que resultó en el primer viaje de Colón y el descubrimiento de América. Al contrario de Fray Antonio Marchena, no hubo dudas acerca de su personalidad, se destacó limpia y concretamente en los testimonios primitivos más auténticos, y sólo reinó alguna confusión acerca de la primera vez que trató a Colón; es decir, si fue en la primera visita de 1484-85, o en la segunda de 1491. Es el amigo y confidente íntimo. Fray Antonio de Marchena representa la ciencia, el alto ascendiente; Fray Juan Pérez la amistad, el corazón. Diríamos que aquel personifica la Orden de San Francisco y que este encarna la Rábida. En el punto mismo donde concluye la actuación de Fray Antonio de Marchena, comienza la de Fray Juan Pérez.

## La Rábida colombina
La proximidad a Palos de la Frontera del convento franciscano de La Rábida, ha imbuido desde el siglo XV a esta villa de un carácter claramente seráfico: la popularidad de esta orden en toda la comarca radicaba en su labor cultural y religiosa, y suplía en la mayoría de las poblaciones el vacío de centros educativos. También político, pues eran las “manos inocentes” en los sorteos y árbitros de disputas, pues se les respetaba como hombres honrados e imparciales. Muchos vecinos de Palos, Moguer, Huelva o Ayamonte, tras fallecer, eran sepultados con el hábito de San Francisco de Asís como muestra de la devoción por el fundador de la orden, cumpliéndose así con la manda testamentaria del difunto. Pero esto no era exclusivo de la zona a la cual se ha aludido; ocurría donde había fundación franciscana, bien de frailes o de monjas clarisas.

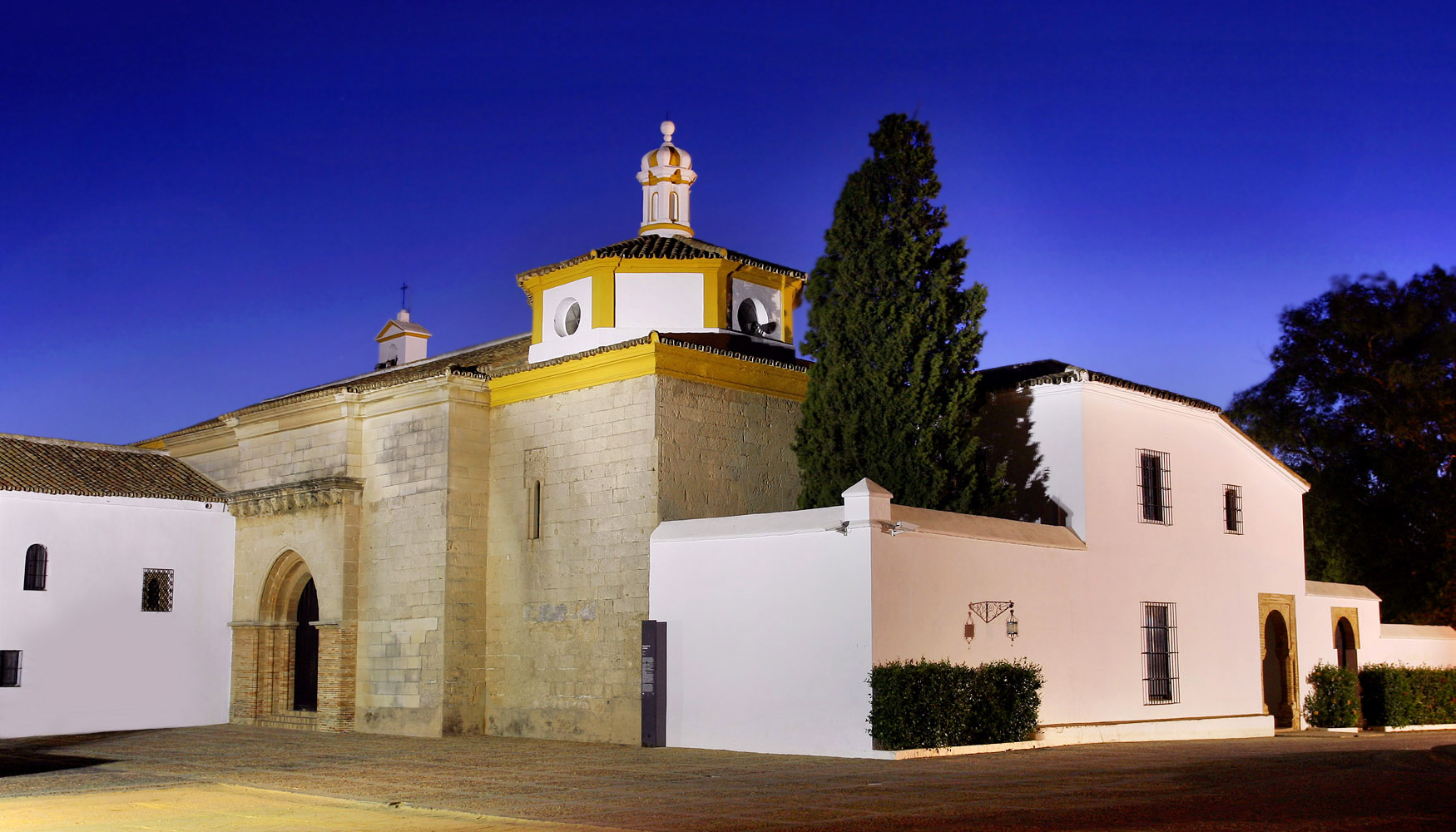
Monasterio de La Rábida.

Los franciscanos se instalaron en La Rábida a principios del XV; pero ya antes habían fundado un convento en Moguer (1337), gracias a la iniciativa y patrocinio de sus señores el almirante de Castilla Jofre Tenorio y su mujer Elvira Álvarez. Se trataban de dos cenobios distintos: La Rábida se caracterizó durante años por su condición de eremitorio o lugar de retiro; mientras que el convento de San Francisco de Moguer, en el interior de la población, se diferenciaba por su carácter urbano. Ambas casas, bastante cercanas entre sí, mantuvieron contactos permanentes, y tanto de uno como de otro salieron religiosos para las misiones de América. 
El Monasterio de La Rábida adquirió pleno protagonismo a raíz de las estancias de Cristóbal Colón entre sus moradores (1485, 1491 y 1492), en demanda de compresión y apoyo para su proyecto. Por dicha razón, puede decirse que la evangelización de América comenzó con los dos frailes que tanto tuvieron que ver con la empresa del genovés; es decir, los famosos, aunque desconocidos, Fray Antonio de Marchena y Fray Juan Pérez que prestaron un apoyo fundamental a Cristóbal Colón cuando su ánimo desfallecía ante la adversidad. El Convento franciscano de Santa María de la Rábida siguió atentamente la evolución de los acontecimientos, erigiéndose en uno de los primeros focos de la evangelización americana. Como es lógico, la influencia del convento rabideño, propició que destacasen especialmente los franciscanos entre los primeros evangelizadores palermos de América, como Fray Juan de Palos, Fray Juan Cerrado, Fray Pedro Salvador, Fray Alonso Vélez de Guevara, Fray Juan Quintero, Fray Thomás de Narváez y Fray Francisco Camacho, que tomaron en su mayoría los hábitos en México y Lima.

## Un fraile inventado

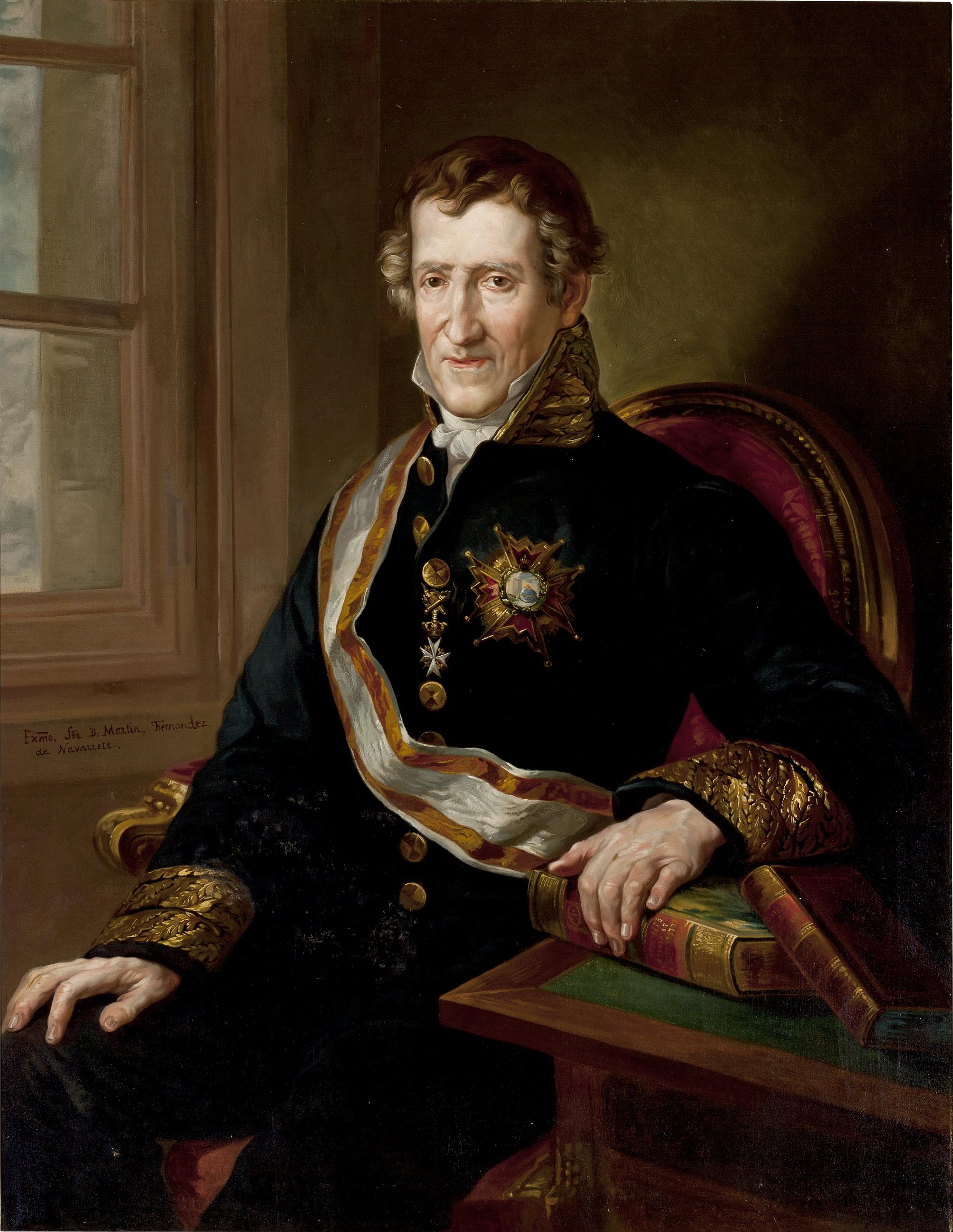
Retrato de Martín Fernández de Navarrete en el Museo del Prado de Madrid.

Por error de los primeros cronistas Gonzalo Fernández de Oviedo y Francisco López de Gómara, Fray Antonio y Fray Juan quedaron unidos en un solo personaje, amigo fiel de Colón en La Rábida, al que llamaron Fray Juan Antonio Pérez de Marchena. Igual hicieron con las villas de Palos y Moguer, convertidas por los cronistas en la famosa e inexistente villa de Palos de Moguer. Ambos errores subsistieron hasta que el estudio de los Pleitos colombinos, especialmente por Martín Fernández de Navarrete en el siglo XIX, demostró que eran dos frailes y dos pueblos distintos.
Lo de los frailes se aceptó rápidamente, en cambio el nombre erróneo de Palos de Moguer se ha seguido utilizando de manera incorrecta, es cierto que cada vez menos, por diversos intereses de las autoridades moguereñas de fines del XIX y comienzos del XX, que creyeron que era una forma de vincular más estrechamente el nombre de su pueblo al del Descubrimiento de América. Algo que Moguer nunca necesitó, ya que la carabela Niña, los hermanos Niño o el voto colombino de Santa Clara, entre otras muchas conexiones, lo enlazan a tan singular hecho histórico.

## Encuentro con Cristóbal Colón
Desde los primeros días de 1491, los Reyes Católicos se encontraban en Sevilla, totalmente ocupados en los preparativos de guerra para la conquista de Granada. El 11 de abril salieron a campaña poniéndose al frente del ejército en Alcalá la Real. Establecieron su cuartel general y de asedio en Santa Fe.
En estas precisas y críticas circunstancias, Colón, porque crea llegado el momento propicio o porque haya previsto las naturales dilaciones y posibles contingencias de la campaña, provocó perentoriamente un consejo y planteó el proyecto y sus condiciones. Naturalmente, los hombres de la corte y de la política estaban demasiado preocupados; ni era aquella ocasión propicia para entender en otras empresas, arriesgarse en aventuras y extender titulaciones que no fuesen las de la guerra. "Después de muchas pláticas, no se concluyó nada". "No pudiendo ya sufrir tan importuna e infructuosa dilación, mayormente faltándole ya las cosas para su sustentación necesarias, perdida toda esperanza de hallar remedio en Castilla, y con razón, acordó desamparar la cortesana residencia".
Mientras los caballeros y la corte iban camino de Granada para conquistarla, él, con el propósito de pasar a Francia y entablar allí nueva pretensión, se dirige a La Rábida. Todo el proceso consta de los siguientes testimonios:
- Padre Las Casas:

Viendo que ni en la Corte ni cerca de los duques de Medina adelantaba cosa alguna, fue a la villa de Palos con su hijo o a tomar su hijo Diego, niño, lo cual yo creo fuese al convento de La Rábida, y salió a un padre que había por nombre Fray Juan Pérez que debía ser el guardián el cual diz que o era confesor de la serenísima Reyna o lo había sido".

- Don Fernando Colón:

En tanto que se trataba esto, no estaban siempre en un lugar los Reyes Católicos, por causa de la guerra de Granada, y por esto se dilató mucho tiempo la resolución y respuesta. Fue el Almirante a Sevilla y no hallando en sus Altezas mejor conclusión que la pasada, dio cuenta de su empresa al duque de Medina Sidonia; pero después de muchas pláticas no se concluyó nada, (como deseaba) en España, y así determinó pasar a Francia, a cuyo rey había escrito sobre esto, con resolución si no se le oyese de pasar a Inglaterra a buscar a su hermano, de quien no había tenido noticia, con intención de llevar a su hijo don Diego a Córdoba; pero Dios ordenó que tuviese efecto, inspirando a Fray Juan Pérez, guardián del Convento a que tomase amistad con el Almirante, y a que le agradase tanto su empresa que le causó sentimiento su resolución y lo que perdería España con ella. Rogóle que no ejecutase el viaje porque iría a ver a la Reyna, que esperaba le diese crédito por ser su confesor; y aunque el Almirante tenía perdidas ya las esperanzas, por el poco ánimo y juicio que hallaba en los Consejeros de sus Altezas, por el gran deseo que tenía de que esta empresa la lograse España, le precisó a ceder a su ruego, teniéndose por natural de estos reynos que eran patria de sus hijos, y haber vivido en ellos tanto tiempo. Partido el Almirante del convento de La Rábida que está cerca de Palos, con Fr. Juan Pérez al campo de Santa Fe donde estaban los Reyes Católicos entonces, en el sitio de Granada, habló Fr. Juan Perez a la Reyna, con tan grande instancia que logró que su Magestad mandase volver al tratado del descubrimiento; pero como por una parte lo contradecían el prior del Prado y sus secuaces, y por otra parte pedía el Almirantazgo, el título de Virrey y otras cosas de tanta estimación e importancia, pareció cosa dura concederlas; pues saliendo con la empresa parecía mucho, y malográndose, ligereza; con lo cual cesó en el negocio".

- Garcí Fernández:

Y que estando ally ende este testigo, un fraile que se llamaba fray Juan Pérez, etc.. él se vino de la Corte e se iba derecho desta villa a la villa de Huelva para fablar y verse con un cuñado... que había nombre Muliar.

- Alonso Vélez:

El dicho Almirante Colón estuvo en la Rábida... y comunicaba la negociación del descubrir.... e ansimysmo con un fray Juan que avia servido siendo mozo a la Reyna doña Isabel en oficio de contador.

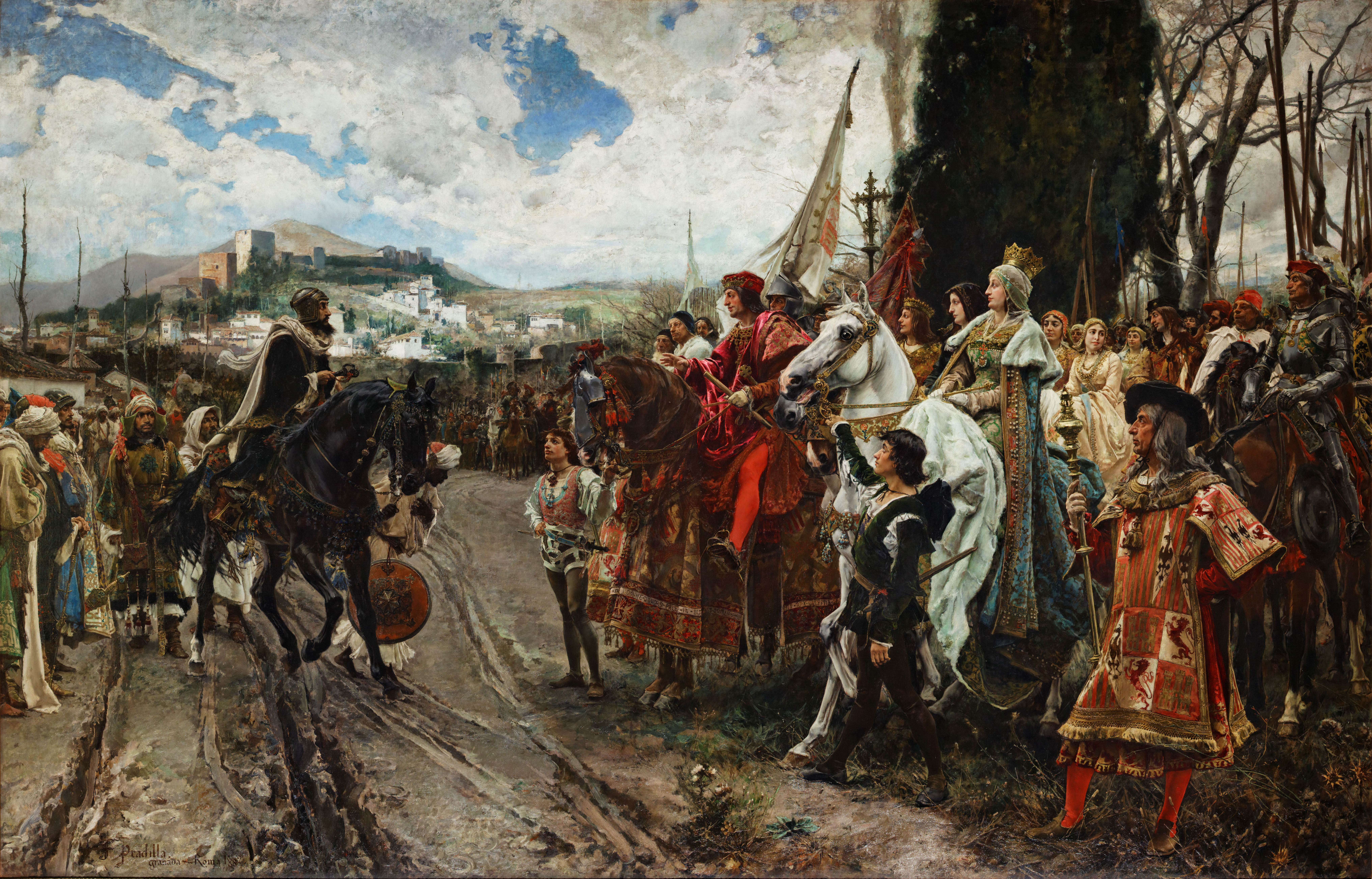
La rendición de Granada, por Francisco Pradilla, uno de los especialistas en la pintura de historia propia de la segunda mitad del.

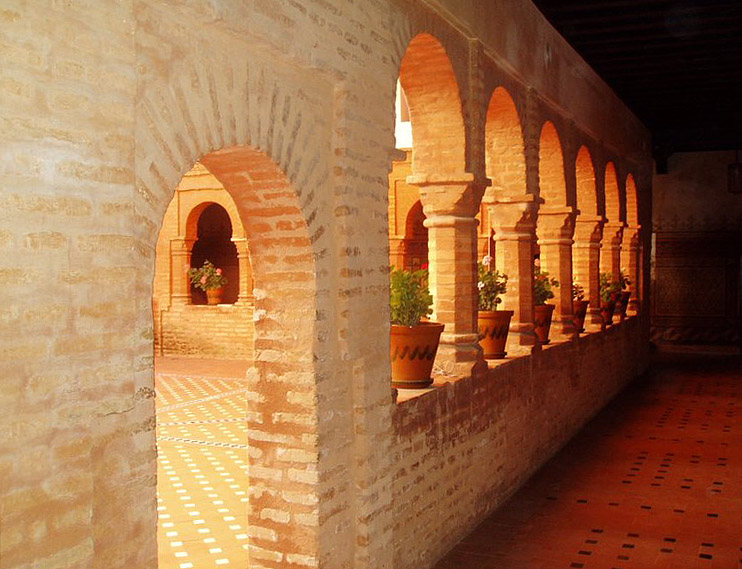
La Rábida. Claustro mudéjar.

Es ésta la segunda visita que hace a La Rábida, visita que reviste publicidad, que principalmente describen los citados testigos, y que no ha sido puesta en duda por ningún historiador. Visita, que como la primera a Fr. Antonio de Marchena, está íntimamente unida a la personalidad y a la actuación de Fray Juan Pérez.
No se ha podido descifrar de manera exacta la fecha de su llegada; pero necesariamente, porque así se deduce de los datos y citas que se ha consignando, hubo de ser durante los meses de la segunda mitad, es decir, entre mayo y diciembre de 1491. Se supone que hizo el viaje a pie, partiendo de Sevilla, por la vía que conduce a través de los feraces campos y pueblos ricos del Aljarafe y del Condado, dejando luego a su derecha las márgenes del Tinto. Los motivos quedan expresados: según los historiadores, para recoger a su hijo Diego; según el físico para ir a Huelva en busca de su cuñado. En realidad no existe contradicción, porque ambos objetivos podían ser independientes uno de otro o estar íntimamente ligados en la persona de don Diego, de modo que habiéndose este quedado antes en la Rábida estuviese ahora, accidentalmente, con sus tíos.
De nuevo, pues, al cabo de cinco largos años de ausencia, está en el país, y llama a la puerta de aquella Rábida para él de tantos recuerdos. No se sabe si durante tal tiempo volvió alguna vez, pero seguramente no la había olvidado. Sus ideas más altas como hombre de empresa; sus afectos más hondos de padre, se la recordaban todos los instantes. Y de nuevo es recibido en el hospitalario claustro con igual amor, con la misma franqueza, con más amor, con mayor franqueza, si cabe, que la vez primera. Y como entonces le abrería las puertas de España, también ahora La Rábida le abrería las del alcázar de sus Reyes.

## Los problemas de Colón (1491)
En 1491, Colón llega a La Rábida en condiciones muy parecidas a la vez primera; en "disposición de otra tierra e reino", ajeno en su lengua. Pobre y necesitado, según el testimonio de numerosos testigos que le conocieron:
- Ferrán Pérez Camacho, en el Interrogatorio del Fiscal del Consejo, contestando a la pregunta 9ª:

Que antes quel dicho don Cristóbal Colón viniese a entender en querer ir al dicho viaje lo vio en la villa de Moguer como hombre necesitado.

- Fernando Valiente, a la 10.ª:

Que antes que fuese a negociar con los Reyes Católicos sobre el descubrimiento de las yndias vino a esta villa de Palos a buscar favor e ayuda para el dicho viaje e posó en el de la Rábida y de allí venía algunas veces a la villa de Palos, e hablaba con un Pero Vázquez de la Frontera, etc.

- Fernando Martín Gutiérrez, id.:

Que oyó decir que don Christóbal Colón era un hombre necesitado e que los frailes de la Rábida le daban de comer.

- Rodrigo Prieto, en el de las Probanzas de Juan Martín Pinzón, a la 3.3

Que Colon estaba necesitado y pobre y no tenía posibilidad, e que los frayles le proveían en el monasterio de la Rábida.

- Pedro Medel, id.:

Que vido que Colon antes que fuese el dicho viaje de descubrimiento posó en el dicho monasterio de Santa María de la Rábida y alli estuvo cierto tiempo.

- Pedro Alonso Ambrosio, id.:

Que Colon vino a la villa de Palos en busca del dicho Martín Alonso Pinzón que era ido a Roma, e que fue al monasterio de Santa María de la Rábida y allí le esperó hasta que vino.

- Bartolomé Martín de la Donosa, id.:

Quel dicho Colon fue a posar al monasterio de la Rábida. (Y a la 4ª) Quel dicho Almirante tenía gran necesidad y le proveían en el monasterio de la Rábida.

- Pero Alonso, a la 5ª:

Quel Almirante don Christobal Colon a la sacon estaba muy necesitado y que los frayles de la Rábida le proveian de comer, etc.